# Stuttgarter SC
Der Stuttgarter SC ist ein Sportverein mit den Sportarten Fußball, Tennis, Radsport, Minigolf und Gymnastik aus Stuttgart. Bekannt wurde der Verein durch seine Fußballer, die bis in die 1940er Jahre erstklassig waren.

## Geschichte
Der Verein wurde am 18. Juli 1900 als FC Union Stuttgart gegründet und spielte vor und während des Ersten Weltkrieges in der höchsten Spielklasse, der Südkreisliga, belegte aber meist nur die hinteren Plätze. Im letzten Kriegsjahr gelang es dem FC Union allerdings – wenn auch in einem stark ausgedünnten Teilnehmerfeld – bis in das Finale der Südmeisterschaft vorzudringen, wo man allerdings am 1. FC Nürnberg scheiterte. Im August 1919 fusionierte Union Stuttgart mit dem SV 1908 Gablenberg zum Stuttgarter SC.
Nachdem man bereits 1921 mit Emil Gröner einen Nationalspieler stellte, gelang der Fußballmannschaft des Stuttgarter SC 1923 die Rückkehr in die höchste Spielklasse. In der Bezirksliga Württemberg/Baden traf man neben den Lokalrivalen Stuttgarter Kickers und VfB Stuttgart unter anderem auch auf den Freiburger FC oder den Karlsruher FV. Als Tabellenletzter der Saison 1928/29 musste der Sportclub aus der höchsten Liga absteigen, aber bereits 1932 gelang der Wiederaufstieg und als Neuling die Qualifikation zur 1933 als neue höchste Spielklasse geschaffenen Gauliga Württemberg. Der Gauliga gehörte der Verein bis 1942 an. Hierbei schloss der Stuttgarter SC die Saison meist in der unteren Tabellenhälfte ab. Die erfolgreichste Spielzeit war die Saison 1939/40, als man in der Ligastaffel I den zweiten Platz hinter dem VfB Stuttgart belegte.
Nach dem Zweiten Weltkrieg wurde der Sportclub zunächst der unter der Oberliga Süd als zweithöchster Spielklasse geschaffenen Landesliga Württemberg zugeordnet. Nachdem die Landesliga 1950 zur 1. Amateurliga Württemberg wurde, gehörte man dieser Klasse bis zum Abstieg als Tabellenletzter der Saison 1955/56 an. Einer der größten Erfolge gelang 1955, als man den WFV-Pokal gewann.
Nachdem der Stuttgarter Sportclub in der Saison 1963/64 und von 1972 bis 1974 nochmals der 1. Amateurliga angehörte, verschwand der Verein aus den höherklassigen Fußballligen.
Heute spielt der Stuttgarter SC in den Ligen des Fußballbezirks Stuttgart.

## Spielstätten
Der Stuttgarter SC spielte seit 1910 auf einem Sportplatz auf dem Schlachthofgelände in Stuttgart-Gaisburg. 1924 bezog der Klub einen neuen Sportplatz in der Nachbarschaft zum Gaswerk Stuttgart-Gaisburg, der mit einem Länderspiel zwischen Deutschland und der Schweiz (1:1) eröffnet wurde. 1956 musste der „Platz am Gaskessel“ wegen der Erweiterung des Gaswerks aufgegeben werden. Der Stuttgarter SC ist seitdem auf der Festwiese am gegenüberliegenden Neckarufer ansässig.

## Erfolge
- Süddeutscher Pokalsieger 1920
- WFV-Pokalsieger 1955

## Bekannte Spieler und Trainer
- Ioannis Amanatidis, griechischer Fußballnationalspieler
- Siegfried Böhringer, späterer Profi beim VfB Stuttgart und den Stuttgarter Kickers
- Manfred Bopp, später Profi bei den Stuttgarter Kickers
- Hans Eberle, ehemaliger Auswahlspieler der deutschen Olympiamannschaft
- Emil Gröner, ehemaliger Nationalspieler, 1 Länderspiel 1921
- Rudolf Kreitlein, Vertragsspieler und späterer WM-Schiedsrichter
- Max Niederbacher, ehemaliger Nationalspieler, 1 Länderspiel 1925
- Werner Zandt, ehemaliger Leichtathlet der Stuttgarter Kickers